# Ivan Davidov
Ivan Davidov (bulharskou cyrilicí Иван Давидов) (5. října 1943 Sofie - 19. února 2015 Sofie) byl bulharský fotbalista, záložník. 

## Fotbalová kariéra
V bulharské lize hrál za Slavii Sofia, nastoupil ve 201 ligových utkáních a dal 12 gólů. Se Slavií Sofia vyhrál třikrát bulharský fotbalový pohár. V Poháru vítězů pohárů nastoupil v 8 utkáních a ve Veletržním poháru nastoupil v 8 utkáních a dal 1 gól. Za bulharskou reprezentaci nastoupil v letech 1965–1971 v 11 utkáních a dal 1 gól. Byl členem bulharské reprezentace na Mistrovství světa ve fotbale 1966, nastoupil v utkání s Maďarskem. Byl členem bulharské reprezentace na Mistrovství světa ve fotbale 1970, nastoupil vutkání s Peru.    

## Ligová bilance
| Ročník                                | Zápasy | Góly | Klub             |
| ------------------------------------- | ------ | ---- | ---------------- |
| 2 bulharská fotbalová liga 1961/1962  | -      | -    | FK Spartak Sofia |
| 1. bulharská fotbalová liga 1962/1963 | -      | -    | Slavia Sofia     |
| 1. bulharská fotbalová liga 1963/1964 | -      | -    | Slavia Sofia     |
| 1. bulharská fotbalová liga 1964/1965 | -      | -    | Slavia Sofia     |
| 1. bulharská fotbalová liga 1965/1966 | -      | -    | Slavia Sofia     |
| 1. bulharská fotbalová liga 1966/1967 | -      | -    | Slavia Sofia     |
| 1. bulharská fotbalová liga 1967/1968 | -      | -    | Slavia Sofia     |
| 1. bulharská fotbalová liga 1968/1969 | -      | -    | Slavia Sofia     |
| 1. bulharská fotbalová liga 1969/1970 | -      | -    | Slavia Sofia     |
| 1. bulharská fotbalová liga 1970/1971 | -      | -    | Slavia Sofia     |
| 1. bulharská fotbalová liga 1971/1972 | -      | -    | Slavia Sofia     |
| CELKEM 1. bulharská fotbalová liga    | 201    | 12   |                  |